# Saffais
 Saffais  es una población y comuna francesa, en la región de Lorena, departamento de Meurthe y Mosela, en el distrito de Nancy y cantón de Saint-Nicolas-de-Port.

## Demografía
| 62 | 60 | 53 | 71 | 82 | 95 |
| Para los censos de 1962 a 1999 la población legal corresponde a la población sin duplicidades (Fuente: INSEE [Consultar]) |    |    |    |    |    |